# Heltemod forsoner
Heltemod forsoner er en dansk stum dramafilm fra 1909 produceret af Nordisk Films Kompagni og instrueret af Viggo Larsen.

## Handling
Et 'jernbanedrama', spillet af skuespillere fra de københavnske teatre.
En jernbanefunktionær møder beruset på arbejde og bliver afskediget. Han kan ikke få sit job tilbage, men overhører banditter planlægge et kup, der involverer omdirigering af togene. Trods sin afsked fra statsbanerne er den afskedigede nu fattige mand stadig retsskaffen, og det lykkes ham at afværge kuppet trods stor personlig fare. Da hans arbejdsgiver forklres sammenhængen får han sit job tilbage.

## Medvirkende
- Maggi Zinn
- Edmund Østerby